# Tour de France 2007/11. Etappe
| Etappe 11                          |                     |                         |
| Ergebnis der 11. Etappe            |                     |                         |
| Etappensieger                      | Robert Hunter       | 3:47:50 h (48,061 km/h) |
| Zweiter                            | Fabian Cancellara   | gl. Zeit                |
| Dritter                            | Murilo Fischer      | gl. Zeit                |
| Vierter                            | Filippo Pozzato     | gl. Zeit                |
| Fünfter                            | Alessandro Ballan   | gl. Zeit                |
| Sechster                           | Paolo Bossoni       | gl. Zeit                |
| Siebter                            | Claudio Corioni     | gl. Zeit                |
| Achter                             | Philippe Gilbert    | gl. Zeit                |
| Neunter                            | William Bonnet      | gl. Zeit                |
| Zehnter                            | Kim Kirchen         | gl. Zeit                |
| Kämpferischster Fahrer             | Benoît Vaugrenard   | Benoît Vaugrenard       |
| Zwischenstände nach der 11. Etappe |                     |                         |
| Gelbes Trikot                      | Michael Rasmussen   | 53:11:38 h              |
| Zweiter                            | Alejandro Valverde  | + 2:35 min              |
| Dritter                            | Iban Mayo           | + 2:39 min              |
| Grünes Trikot                      | Tom Boonen          | 160 P.                  |
| Zweiter                            | Robert Hunter       | 149 P.                  |
| Dritter                            | Erik Zabel          | 144 P.                  |
| Gepunktetes Trikot                 | Michael Rasmussen   | 98 P.                   |
| Zweiter                            | Mauricio Soler      | 79 P.                   |
| Dritter                            | Jaroslaw Popowytsch | 70 P.                   |
| Weißes Trikot                      | Alberto Contador    | 53:14:53 h              |
| Zweiter                            | Linus Gerdemann     | + 3:37 min              |
| Dritter                            | Mauricio Soler      | + 3:41 min              |
| Teamwertung                        | Team CSC            | 159:44:19 h             |
| Zweiter                            | Caisse d’Epargne    | + 5:02 min              |
| Dritter                            | Discovery Channel   | + 5:08 min              |

Die 11. Etappe der Tour de France 2007 am 19. Juli war 182,5 Kilometer lang und führte die Fahrer von Marseille durch die südöstliche Region Provence-Alpes-Côte d’Azur nach Montpellier in die südliche Region Languedoc-Roussillon. Die siebte Flachetappe wies insgesamt lediglich eine Bergwertung auf.
Gleich zum Beginn der Etappe nach dem reellen Start attackierte mit Freddy Bichot der erste Fahrer, der wenig später von Stéphane Augé Unterstützung erhielt. Sie fielen jedoch bereits nach zwei Kilometern ins Feld zurück. Kurz darauf lösten sich etwa 20 Fahrer vom Feld, das sich alsbald auf neun Fahrer verringerte und von einer 19-köpfigen Gruppe verfolgt wurde. Nach 25 Kilometern schloss das Hauptfeld aber wieder zur Verfolgergruppe auf.
In der Folge baute die Neunergruppe, die sich aus David Arroyo, Jens Voigt, Heinrich Haussler, Daniele Bennati, Kanstanzin Siuzou, Sylvain Chavanel, Benoît Vaugrenard, Nick Nuyens und Pierrick Fédrigo zusammensetzte, ihren Vorsprung leicht aus, konnte sich aber nicht entscheidend absetzen. Nach einer Attacke innerhalb der Führungsgruppe zerfiel diese, wodurch das Hauptfeld nach und nach die Ausreißer einholen konnte. Als letzter Fahrer der Gruppe wurde Chavanel bei Rennkilometer 83 gestellt.
Nur zwei Kilometer später attackierten erneut Fahrer. Diesmal setzten sich Fabian Wegmann, Philippe Gilbert, Xavier Florencio und Dmitri Fofonow ab. Zu ihnen schloss nach 97 gefahrenen Kilometern mit David Millar ein fünfter Fahrer auf. Das Quintett setzte sich bis zu 7:30 Minuten vom Feld ab, ehe die Astana-Mannschaft auf einer Strecke mit Seitenwind in der flachen Camargue das Tempo immens erhöhte. Durch das hohe Tempo und den schräg auf das Feld einfallenden Wind entstand eine Windkante, die das Peloton 71 Kilometer vor dem Ziel in Montpellier in zwei Teile zerfallen ließ. Im zweiten Teil des Feldes fanden sich mit Christophe Moreau, Erik Zabel, Thor Hushovd, Tadej Valjavec und Stefan Schumacher einige namhafte Fahrer wieder. Die neue Situation führte dazu, dass sich auch die Teams der Sprinter in die Führungsarbeit der ersten großen Gruppe einklinkten, um den Vorsprung auf die zweite Gruppe zu vergrößern. Durch das hohe Tempo sank der Vorsprung der fünf Ausreißer schnell. Während sich der Abstand zwischen den beiden großen Gruppen auf etwa zwei Minuten belief, wurden die Ausreißer 38 Kilometer vor dem Ziel eingeholt.
Das erste Hauptfeld behielt das Tempo auch nach dem Zusammenschluss bei und baute den Vorsprung auf die Gruppe um Moreau und Zabel bis fünf Kilometer vor dem Ziel auf 2:44 Minuten aus. Einen Kilometer später attackierte Alexander Winokurow, der versuchte das Ziel als Solist zu erreichen, was jedoch die anderen Mannschaften unterbanden. So kam es erstmals seit der 6. Etappe zum Massensprint des Pelotons vor dem Stade de la Mosson um den Sieg, der jedoch von einem Sturz einen Kilometer vor dem Ziel überschattet wurde. Den Sieg sicherte sich Robert Hunter, der als erster Südafrikaner überhaupt eine Tour-Etappe gewinnen konnte, vor Fabian Cancellara und Murilo Fischer. Das zweite Feld kam mit einem Rückstand von 3:20 Minuten ins Ziel. Die Durchschnittsgeschwindigkeit des Siegers betrug rekordverdächtige 48,061 km/h.
In den Einzelwertungen gab es wie am Vortag keine Veränderungen an der Spitze. Auch in der Teamwertung blieb das Team CSC in Führung. Lediglich unter den besten zehn Fahrern in der Gesamtwertung gab es einige Verschiebungen, da Christophe Moreau erst in der zweiten Gruppe ins Ziel kam und vom sechsten auf den 14. Platz zurückfiel. Zudem übernahm Etappensieger Robert Hunter den zweiten Platz in der Wertung um das Grüne Trikot.
Nach dem Ausstieg der beiden deutschen öffentlich-rechtlichen Fernsehsender Das Erste und ZDF am Vortag aus der Live-Berichterstattung erwarb der Privatsender Sat.1 kurzfristig die Übertragungsrechte und zeigte die Etappe live.

## Aufgaben
- 63 Sylvain Calzati – während der Etappe, anhaltende Schmerzen in beiden Knien und Achillessehnen
- 72 Igor Antón – während der Etappe, Folgen eines Sturzes auf der 10. Etappe

## Disqualifikationen
- 39 David Zabriskie – nach der Etappe, Überschreitung des Zeitlimits

## Zwischensprints
1. Zwischensprint in La Fare-les-Oliviers (Kilometer 31,5) (73 m ü. NN)
| Erster  | Daniele Bennati  | 6 P. und 6 s |
| Zweiter | Nick Nuyens      | 4 P. und 4 s |
| Dritter | Pierrick Fédrigo | 2 P. und 2 s |

2. Zwischensprint in Saint-Maximin-la-Sainte-Baume (Kilometer 96,5) (31 m ü. NN)
| Erster  | Xavier Florencio | 6 P. und 6 s |
| Zweiter | Fabian Wegmann   | 4 P. und 4 s |
| Dritter | Philippe Gilbert | 2 P. und 2 s |

## Bergwertungen
Côte de Calissanne, Kategorie 4 (Kilometer 38) (136 m ü. NN; 1,7 km à 5,6 %)
| Erster  | Kanstanzin Siuzou | 3 P. |
| Zweiter | Pierrick Fédrigo  | 2 P. |
| Dritter | Nick Nuyens       | 1 P. |